# Rutherford (eenheid)
De rutherford (symbool Rd) is een verouderde eenheid van radioactiviteit, gedefinieerd als de activiteit van een hoeveelheid radiocatief materiaal waarin per seconde één miljoen atoomkernen vervallen. 1 Rd is daarom gelijk aan 1 MBq (megabecquerel).

## Oorsprong
De rutherford is genoemd naar Ernest Rutherford, die wel als "vader" van de kernfysica wordt beschouwd.